# Campeonato Mundial de Atletismo Sub-20 de 2021 - Revezamento 4x400 m masculino
A prova do revezamento 4 x 400 metros masculino do Campeonato Mundial de Atletismo Sub-20 de 2021 ocorreu entre os dias 21 e 22 de agosto de 2021 no Centro Esportivo Internacional Moi, em Nairóbi, no Quênia. 

## Recordes
Antes desta competição, os recordes mundiais e do campeonato nesta prova eram os seguintes:
|       | Nacionalidade  | Tempo   | Local    | Data                |
| ----- | -------------- | ------- | -------- | ------------------- |
| WU20R | Estados Unidos | 3:00.33 | Trujillo | 23 de julho de 2017 |
| CR    | Estados Unidos | 3:01.09 | Grosseto | 18 de julho de 2004 |
| WU20L | Reino Unido    | 3:05.25 | Tallinn  | 18 de julho de 2021 |

## Medalhistas
| Ouro | Prata                                                                                       | Bronze                                                                                |
| Botswana · Busang Collen Kebinatshipi · Anthony Pesela · Oreeditse Masede · Phenyo Bongani Majama · Thusoyaone Gabanatlhong[a] | Jamaica · Malachi Johnson · Jeremy Bembridge · Tahj Hamm · Devontie Archer · Antonio Hanson | Quênia · Joshua Wanyonyi · Elkanah Kiprotich Chemelil · Kennedy Kimeu · Peter Kithome |

a  Atletas que participaram apenas nas eliminatórias e receberam medalhas.

## Cronograma
Todos os horários são locais (UTC+3).  
| Data         | Hora  | Evento  |
| ------------ | ----- | ------- |
| 21 de agosto | 11:55 | Bateria |
| 22 de agosto | 18:10 | Final   |

## Resultados

### Bateria
Qualificação: Os 3 primeiros de cada bateria (Q) e os 2 tempos mais rápidos (q). 
| Posição | Bateria | Nacionalidade | Atletas                                                                                   | Tempo   | Notas                |
| ------- | ------- | ------------- | ----------------------------------------------------------------------------------------- | ------- | -------------------- |
| 1       | 2       | Quênia        | Joshua Wanyonyi Elkanah Kiprotich Chemelil Kennedy Kimeu Peter Kithome                    | 3:05.77 | Q,                   |
| 2       | 2       | Jamaica       | Antonio Hanson Tahj Hamm Malachi Johnson Jeremy Bembridge                                 | 3:05.82 | Q,                   |
| 3       | 2       | Botswana      | Busang Collen Kebinatshipi Phenyo Bongani Majama Thusoyaone Gabanatlhong Oreeditse Masede | 3:06.33 | Q,                   |
| 4       | 1       | Nigéria       | Johnson Nnamani Dubem Amene Ezekiel Nathaniel Bamidele Ajayi                              | 3:06.70 | Q,                   |
| 5       | 1       | Equador       | Katriel Angulo Miguel Angel Maldonado Steeven Salas Alan Minda                            | 3:06.94 | Q,                   |
| 6       | 1       | Polónia       | Mateusz Matera Michał Wróbel Jakub Kozacki Patryk Grzegorzewicz                           | 3:09.59 | Q                    |
| 7       | 1       | Itália        | Stefano Grendene Francesco Pernici Masresha Costa Tommaso Boninti                         | 3:09.71 | q                    |
| 8       | 2       | Roménia       | Denis Simon Toma Mark Fandly Adrian Bondoc Remus Andrei Niculiță                          | 3:10.22 | q,                   |
| 9       | 1       | África do Sul | Divan Vlok Adrian John Swart Keanu Domingo Ryan Jordan                                    | 3:10.45 | Recorde da temporada |
| 10      | 2       | Brasil        | Izaias Alves João Henrrique Ribeiro Barros Gabriel Alves dos Santos Vinicius Moura        | 3:10.53 | Recorde da temporada |
| 11      | 2       | Índia         | Abdul Razak Cherankulangara Rasheed Sumit Chahal Kapil Barath Sridhar                     | 3:10.62 | Recorde da temporada |

### Final
A prova final foi realizada no dia 22 de agosto às 16:16. 
| Posição           | Nacionalidade | Atletas                                                                          | Tempo   | Notas                |
| ----------------- | ------------- | -------------------------------------------------------------------------------- | ------- | -------------------- |
| Medalha de ouro   | Botswana      | Busang Collen Kebinatshipi Anthony Pesela Oreeditse Masede Phenyo Bongani Majama | 3:05.22 | WU20L                |
| Medalha de prata  | Jamaica       | Malachi Johnson Jeremy Bembridge Tahj Hamm Devontie Archer                       | 3:05.76 | Recorde da temporada |
| Medalha de bronze | Quênia        | Joshua Wanyonyi Elkanah Kiprotich Chemelil Kennedy Kimeu Peter Kithome           | 3:05.94 |                      |
| 4                 | Nigéria       | Johnson Nnamani Dubem Amene Ezekiel Nathaniel Bamidele Ajayi                     | 3:07.19 |                      |
| 5                 | Equador       | Katriel Ángulo Miguel Angel Maldonado Steeven Salas Alan Minda                   | 3:09.32 |                      |
| 6                 | Polónia       | Michał Wróbel Jakub Sobura-Durma Jakub Kozacki Patryk Grzegorzewicz              | 3:09.74 |                      |
| 7                 | Roménia       | Denis Simon Toma Mark Fandly Adrian Bondoc Remus Andrei Niculiță                 | 3:10.07 | Recorde da temporada |
| 8                 | Itália        | Stefano Grendene Tommaso Boninti Francesco Pernici Lorenzo Benati                | 3:12.16 |                      |

Legenda
| Recorde mundial       | Recorde mundial (World record)               |                       | Recorde africano                      | Recorde africano (African) |                                           | Q | Classificado por posição (Qualified) |
| Recorde do campeonato | Recorde do campeonato (Championship record)  | Recorde da América    | Recorde da América (Americas)         | q                          | Classificado por melhor tempo (Qualified) |   |                                      |
| Melhor marca do ano   | Melhor marca do ano (World leading)          | Recorde asiático      | Recorde asiático (Asian)              | DNS                        | Não largou (Did not start)                |   |                                      |
| Recorde nacional      | Recorde nacional (National record)           | Recorde europeu       | Recorde europeu (European)            | DNF                        | Não terminou (Did not finish)             |   |                                      |
| Recorde pessoal       | Recorde pessoal do atleta (Personal best)    | Recorde da Oceania    | Recorde da Oceania (Oceania)          | DSQ / DQ                   | Desclassificado (Disqualified)            |   |                                      |
| Recorde da temporada  | Recorde da temporada do atleta (Season best) | Recorde sul-americano | Recorde sul-americano (South America) | NM                         | Sem marca (No mark)                       |   |                                      |